# Aszófő
Aszófő è un comune dell'Ungheria di 357 abitanti (dati 2001). È situato nella contea di Veszprém.